# ألين كوفمان
ألين كوفمان (بالإنجليزية: Allen Kaufman)‏ هو لاعب شطرنج أمريكي، ولد في 1933 في نيويورك في الولايات المتحدة.

## وصلات خارجية
- ألين كوفمان على موقع مباريات الشطرنج (الإنجليزية)